# لز هایس
لز هایس (به فرانسوی: Les Hayes) یک کمون در فرانسه است که در Canton of Montoire-sur-le-Loir واقع شده‌است.

## خصوصیات
لز هایس ۱۵٫۷۱ کیلومترمربع مساحت و ۱۶۹ نفر جمعیت دارد و ۱۴۴ متر بالاتر از سطح دریا واقع شده‌است.